# 鉄道百景 日本鉄道こころの旅
『鉄道百景 日本鉄道こころの旅』（てつどうひゃっけい にっぽんてつどうこころのたび）は、BS-TBSで2010年10月6日から2011年1月5日までと2011年2月5日から3月30日にかけて全20回放送された鉄道番組。

## 放送時間
- 水曜日19:00 - 19:54
一時期放送中断して別の鉄道番組（「にっぽん鉄道写真の旅」）を4回放送した後、2011年2月5日に放送再開した。

2011年と2012年に再放送された。また2013年6月および2014年11月からもタイトル名を「にっぽん百景 日本鉄道こころの旅」として再放送されている。ただし放送後に取材先が被災した等への配慮から、再放送の時に欠番扱いになっている回がある（#12 岩手花巻〜宮古<釜石線、山田線>2011年1月5日放送分→2011年3月11日に東日本大震災がおきた影響で、#20 大分〜熊本<豊肥本線>2011年3月30日放送分→2012年7月に九州北部豪雨がおきた影響で、#5 新山口〜津和野<山口線>2010年11月3日放送分→2013年7月28日に島根県と山口県での豪雨がおきた影響で）。※同じ鉄道番組の旅するハイビジョン 全国百線鉄道の旅（BSフジ）やみんなの鉄道（フジテレビワンツーネクスト）等では、再放送されていた。

## ナビゲーター（旅の案内人）
- 森山良子
- 水島裕（森山良子の代理）

## 特別番組
『日本鉄道こころの旅 2時間スペシャル』
2013年3月5日に特別番組である『日本鉄道こころの旅 2時間スペシャル』を放送。
- 「森山良子 冬の信州ふれあい旅」- ナビゲーターを務める森山良子が旅人として出演。長野電鉄沿線を旅する。
- 「全国人気鉄道!傑作選」- 釧網本線、紀勢本線、山口線、予讃線を取り上げた。